# Lijst van satirische tijdschriften in België
Hieronder volgt een lijst van satirische tijdschriften in België. Een satirisch tijdschrift is een blad dat de spot drijft met actuele toestanden of personen. Ieder land heeft zijn satirische tijdschrift. De Verenigde Staten hebben MAD en The Onion, Frankrijk heeft zijn Le Canard enchaîné en Duitsland zijn Titanic.

## Nederlandstalig
- Humo is een ernstig opinieweekblad en televisiegids dat ook satirische artikels, rubrieken en cartoons publiceert.
- 't Pallieterke is een kruising tussen een ernstig bedoeld opinietijdschrift en satirisch blad. Ideologisch staat het rechts-conservatief en Vlaams-nationalistisch.
- 't Scheldt richt zich voornamelijk op Antwerpen en wordt niet via de krantenwinkel, maar per fax, per e-mail (pdf) of per post verspreid.
- PAF! verschijnt sinds januari 2005 opnieuw, in een oplage van 2000 exemplaren. PAF! heeft in tegenstelling tot  't Pallieterke en  't Scheldt geen Vlaams-nationalistische sympathieën. Toch wordt er volop gelachen met de Belgische politici, met het koningshuis en met het hof. Uitgever en hoofdredacteur is Rudy Bogaerts, oud-privéleraar van prins Laurent en tevens (de vermoedelijke) uitgever van het Franstalige Père UBU. Hij kreeg medewerking van Albert Mailleux, oud-parlementslid uit Brussel en Jean-Pierre Van Rossem, voormalig beursgoeroe en oud-parlementslid. Deze voorzagen hem van alle mogelijke smeuïge details over het privéleven van bekende figuren.
- De Rechtzetting
- De Raaskalderij
- Vanaf hier is alles wat het lijkt
- TV Olen
- De Klaptand
- Genageld aan Duffel
- De Brugse Stem

## Franstalig
- Het Brusselse Pan, wordt vooral gelezen door Franstalige politici en advocaten.

## Voormalig
- De Zwijger (van wijlen Johan Anthierens)
- Mao (van 'Concentra')
- Deng
- Père UBU van Rudy Bogaerts.